# Crow Agency
Crow Agency är en CDP i Big Horn County i den amerikanska delstaten Montana. Befolkningen uppgick år 2000 till 1 552 invånare, av vilka över 95% ansåg sig som indianer.  
Crow Agency är säte för den kråkindianska nationen. Varje år, i slutet av augusti, arrangeras på orten festivalen "Crow Fair". Vid denna tidpunkt är Crow Agency känt som Tipins mecka med anledning av det faktum att så många som 1 500 av dessa tält då kan ses längs med dalgången till Little Bighorn River.